# Tapinella atrotomentosa
Tapinella atrotomentosa (August Batsch, 1783 ex Josef Šutara, 1992), sin. Paxillus atrotomentosus (August Batsch, 1783 ex Elias Magnus Fries, 1838), este o ciupercă comestibilă saprofită din încrengătura Basidiomycota în familia Tapinellaceae și de genul Tapinella, numit în popor porceasca. Buretele se dezvoltă în România, Basarabia și Bucovina de Nord foarte des în păduri de conifere, prin locuri umede, pe cioturi în putrefacție mai ale de molizi dar sia de pini, crescând solitar, în grupuri mici, câteodată chiar și în tufe mici. Găsim specia deja din iunie, dar perioada favorită de dezvoltare o are în vara târzie, de la sfârșitul lui august, până în octombrie (noiembrie).

## Descriere

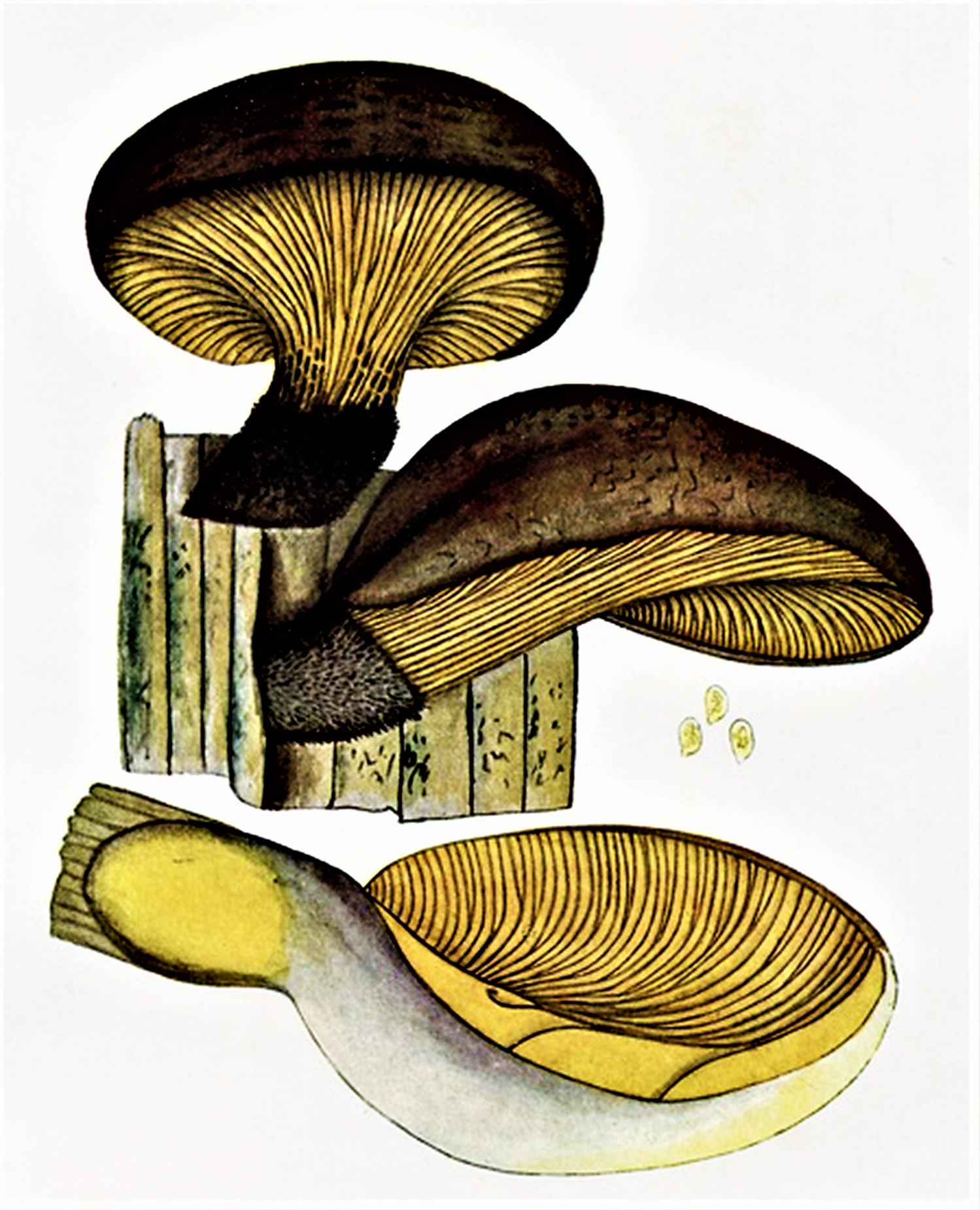
Bres.: Paxillus atrotomentosus

- Pălăria: are un diametru de 5-20 (40!) cm, este cărnoasă și grea, pentru mult timp convexă cu marginea răsucită în jos, apoi din ce în ce mai plată, cu o adâncitură largă în mijloc, adesea în formă de pâlnie. Cuticula este fin mătăsoasă până catifelată mată, căpătând rupturi la secete și puțin lipicioasa pe vreme umedă. Coloritul este ruginiu până castaniu, dar ciuperca se decolorează la bătrânețe adesea spre bej.
- Lamelele: sunt mult decurente de-a lungul piciorului, foarte dese și subțiri, slab bifurcate, la vârstă ondulate. Se detașează cu ușurință de pălărie. Lamelele sunt galbene sau ocru-gălbuie, la vârstă bej deschis, iar când sunt apăsate, se pătează brun.
- Piciorul: are o lungime de 4-6 cm și o lățime de 2-5 cm, fiind cilindric, scurt și gros, câteodată mai lat decât pălăria, uneori prins de ea în poziție ușor excentrică. Coloritul este brun până la bază.
- Carnea: Ea este gălbuie, în tinerețe fermă și foarte fină, devenind cu timpul din ce în ce mai apoasă și spongioasă. Mirosul și gustul sunt la început plăcut amărui, dar deja cu maturitatea gustă amar, mirosind atunci a mucegai.  Coloritul este palid gălbui, dar după tăiere, în contactul cu aerul, capătă pete brune, iar apa în care se fierbe devine albăstruie.
- Caracteristici microscopice: are spori slab elipsoidali până ovoidali, netezi, având o mărime de 4,5-7 x 3,5-4,5 microni. Pulberea lor este brun-gălbuie. Basidiile sunt cilindrice sau în formă de măciucă îngustă. [3][4]
- Reacții chimice: Carnea se colorează cu acid azotic ocru,  buretele cu Hidroxid de potasiu roșiatic și cu sulfat de fier imediat verzui, iar apa de gătit albăstruie.[5][6][7]

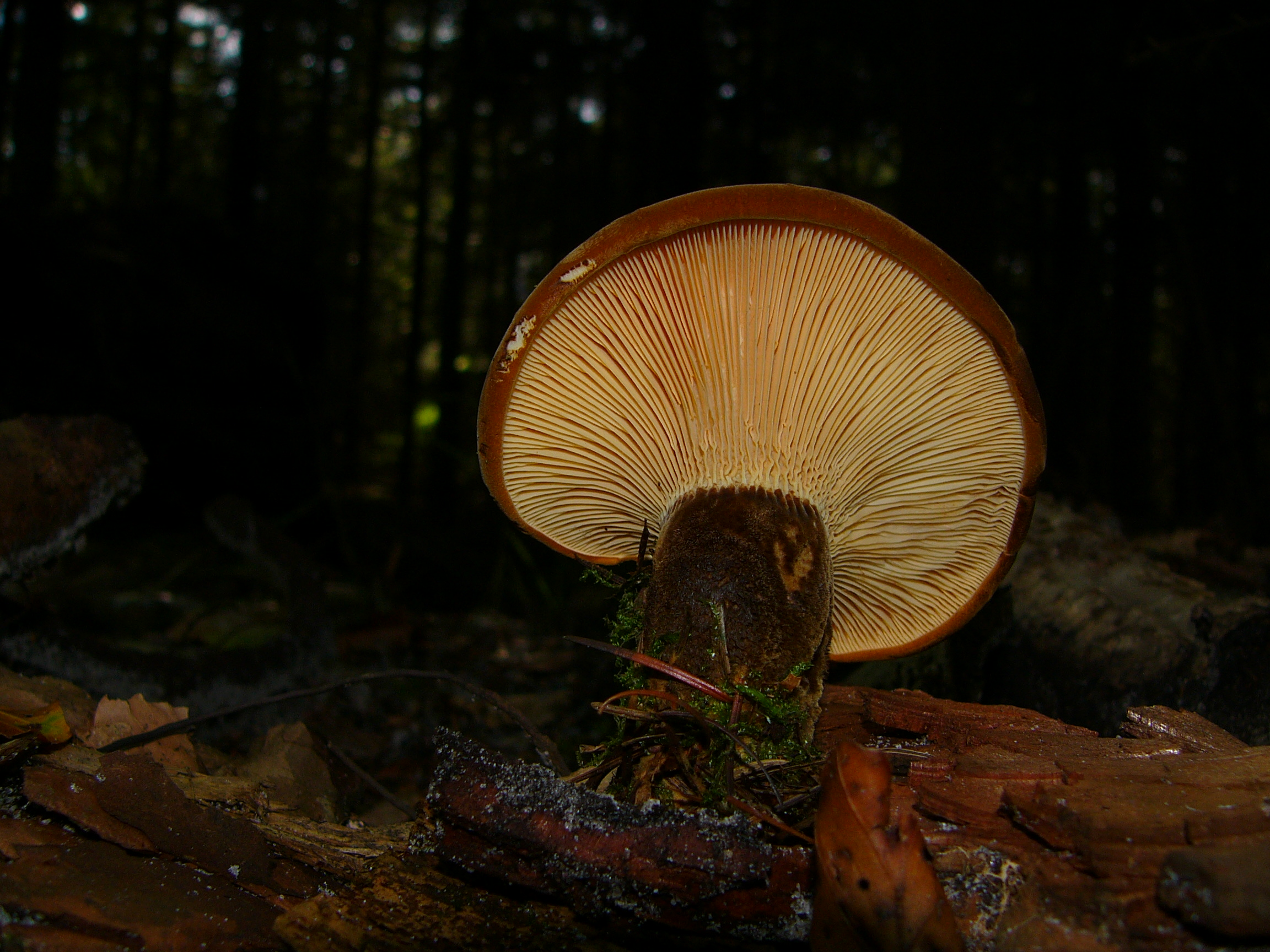
T. atrotomentosa, lamele și picior
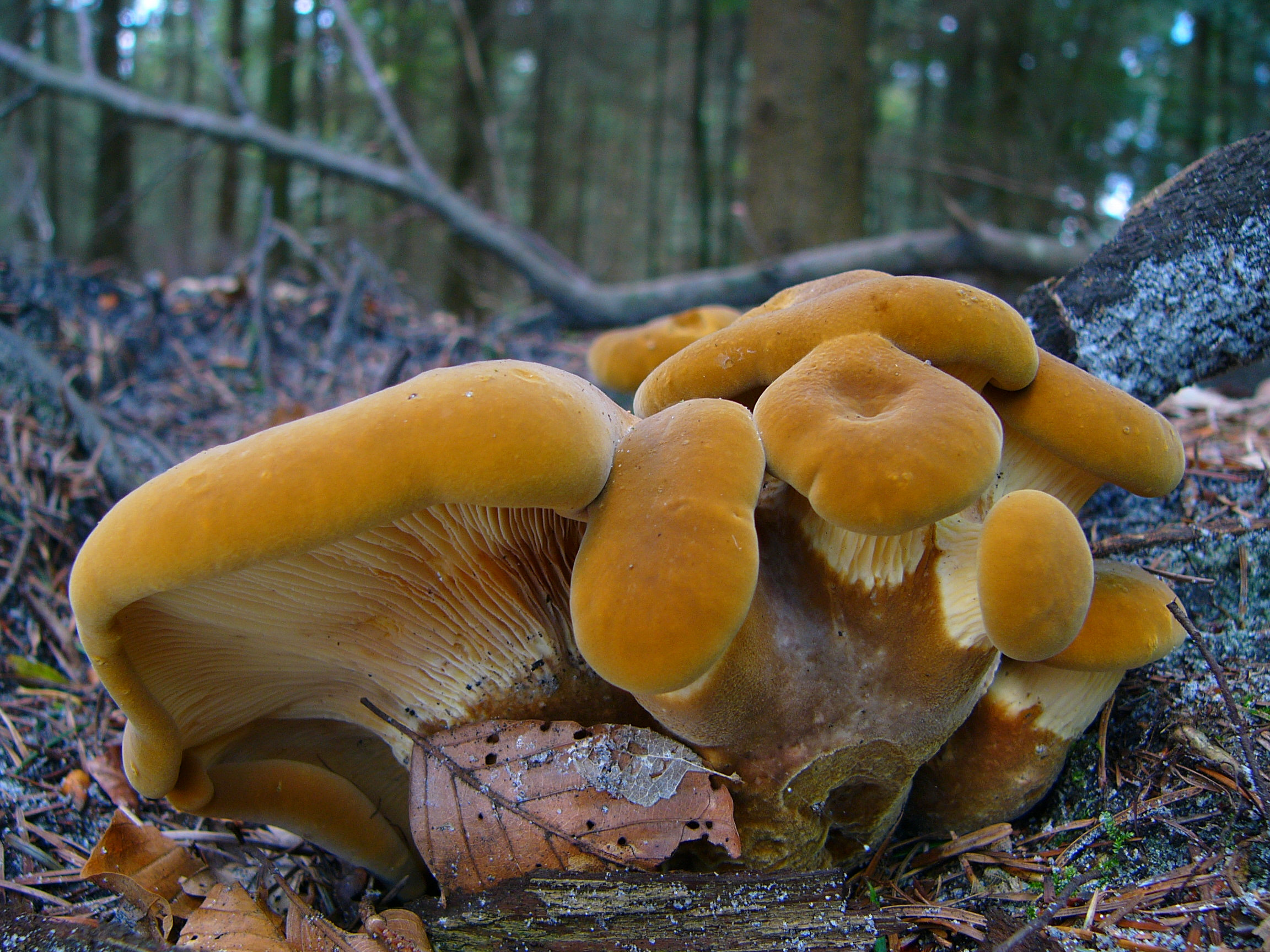
T. atrotomentosa tinere
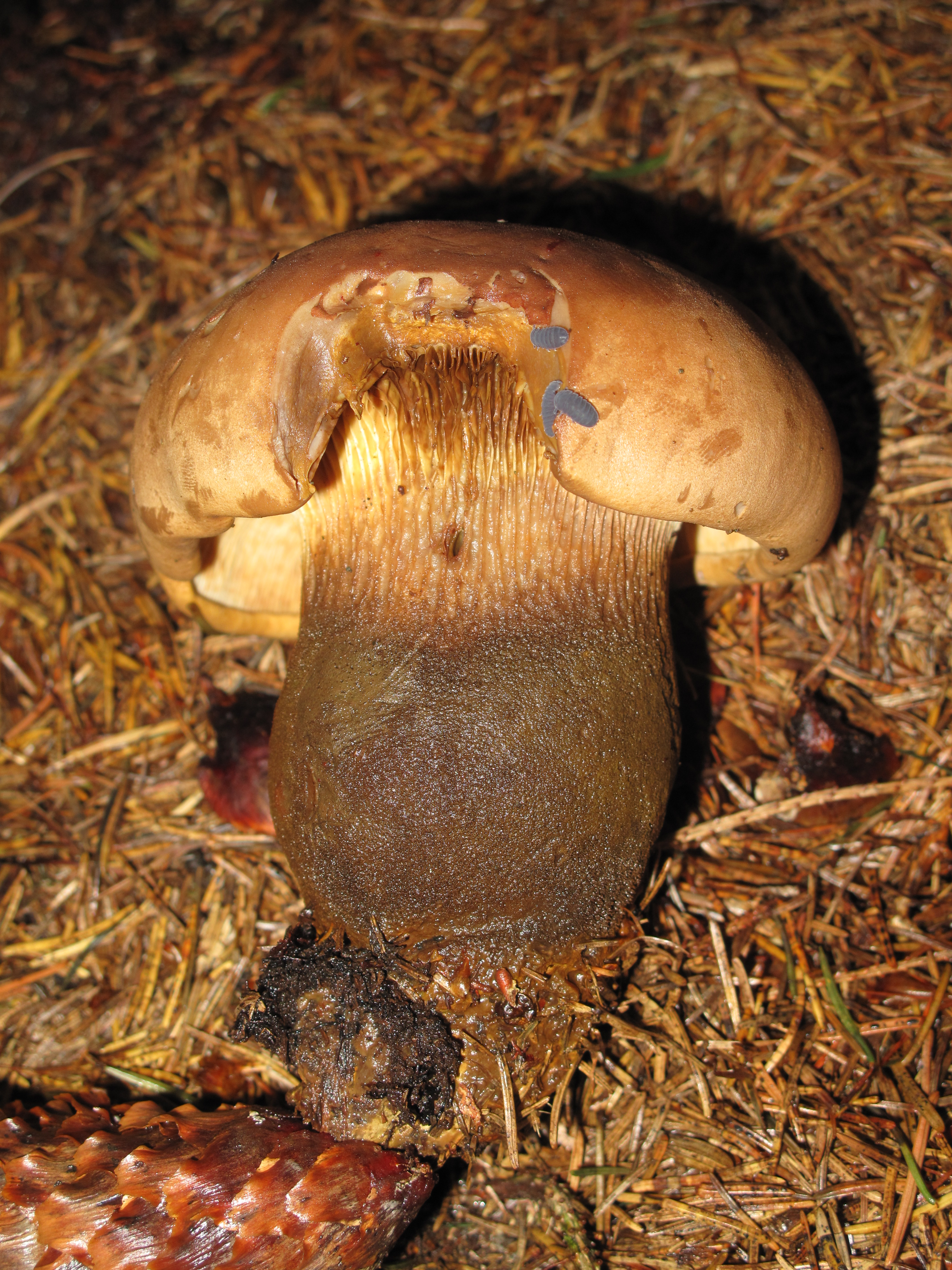
T. atrotomentosa bătrână
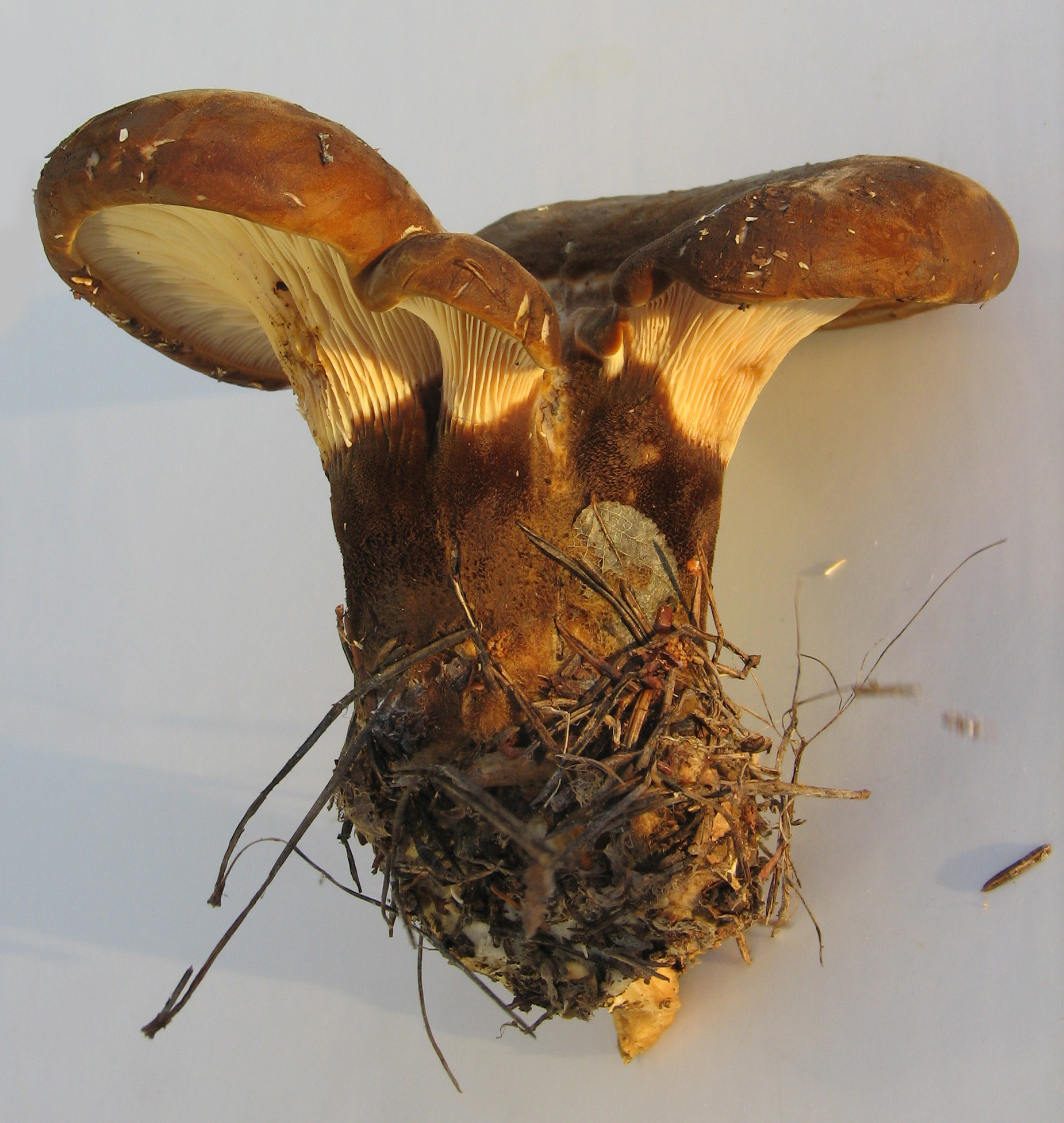
T. atrotomentosa, tufă

## Confuzii
Prin aspectul său exterior, specia poate fi confundată cu unele din genul Lactarius, în special cu Lactarius turpis (cam iute, letal), dar se deosebește de acesta prin faptul că nu secretă sucul lăptos tipic. Mai departe ea are asemănare cu bureții de același gen ca de exemplu cu Paxillus filamentosus (comestibil) Paxillus involutus (posibil letal), Paxillus rubicundulus (otrăvitor), Paxillus obscuroporus (necomestibil), Paxillus validus sau Paxillus vernalis (ambii suspecți), dar și cu Gomphidius glutinosus (burete gustos).

## Specii asemănătoare în imagini

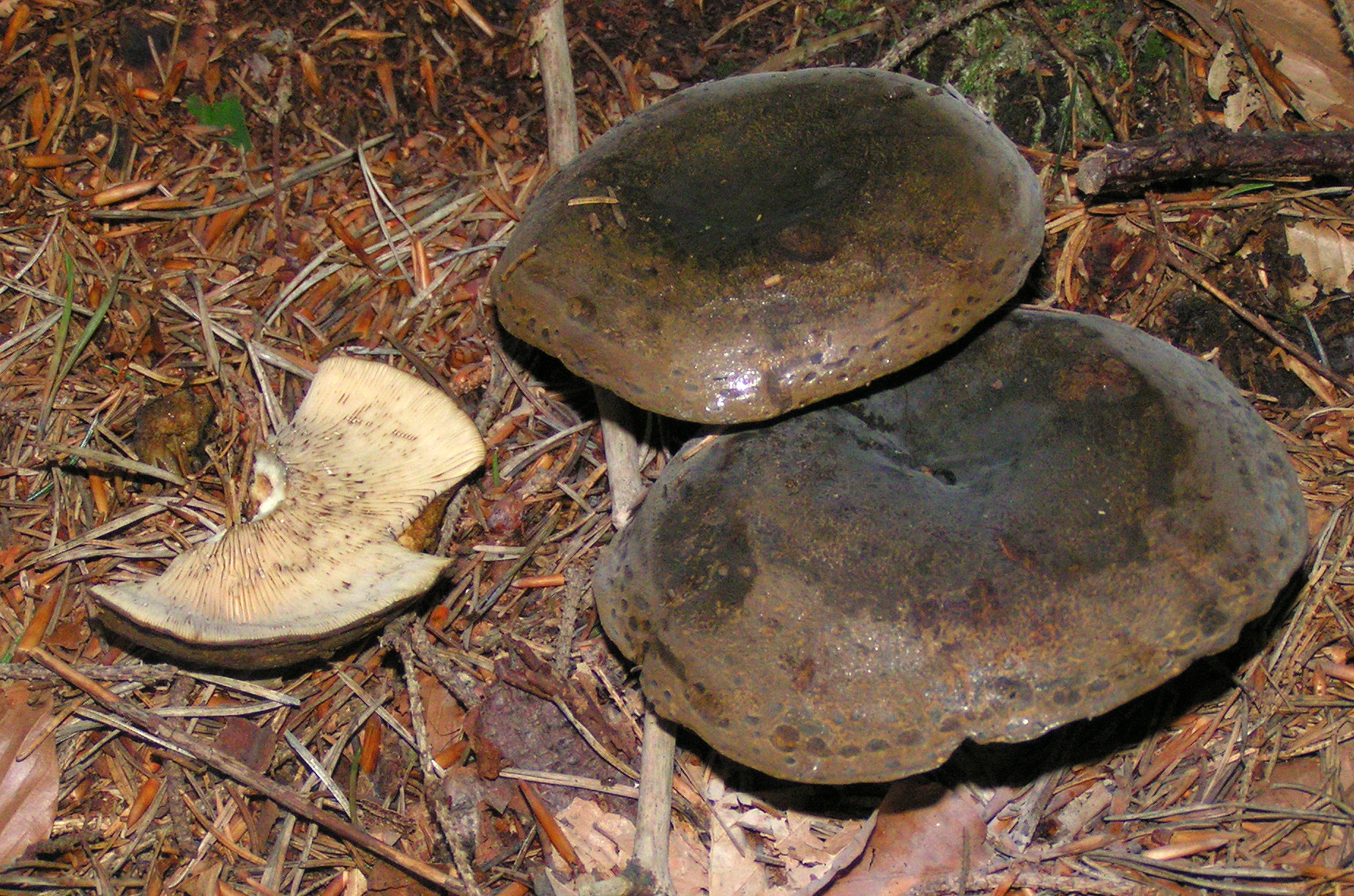
Lactarius turpis
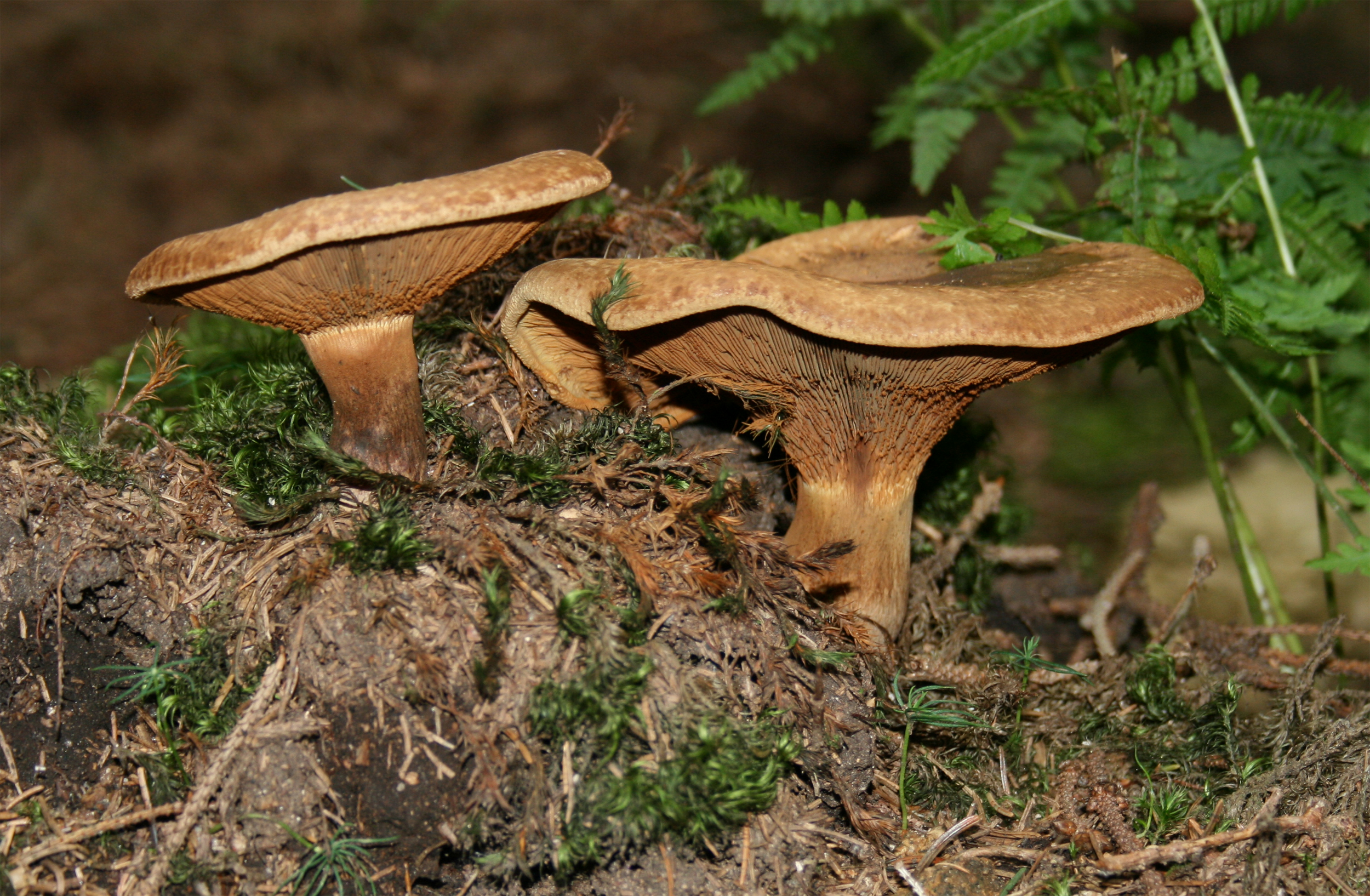
Paxillus involutus
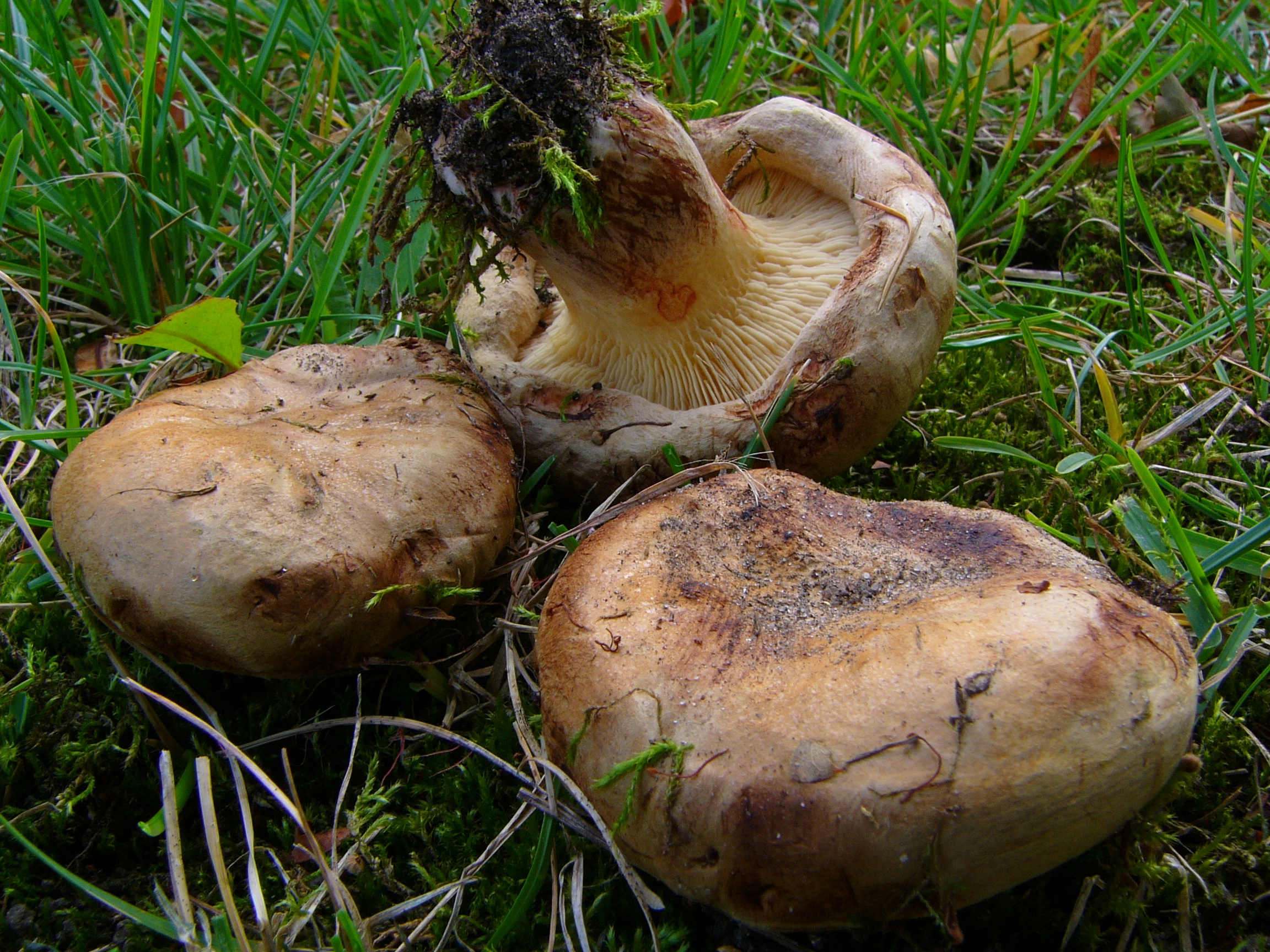
Paxillus obscuroporus
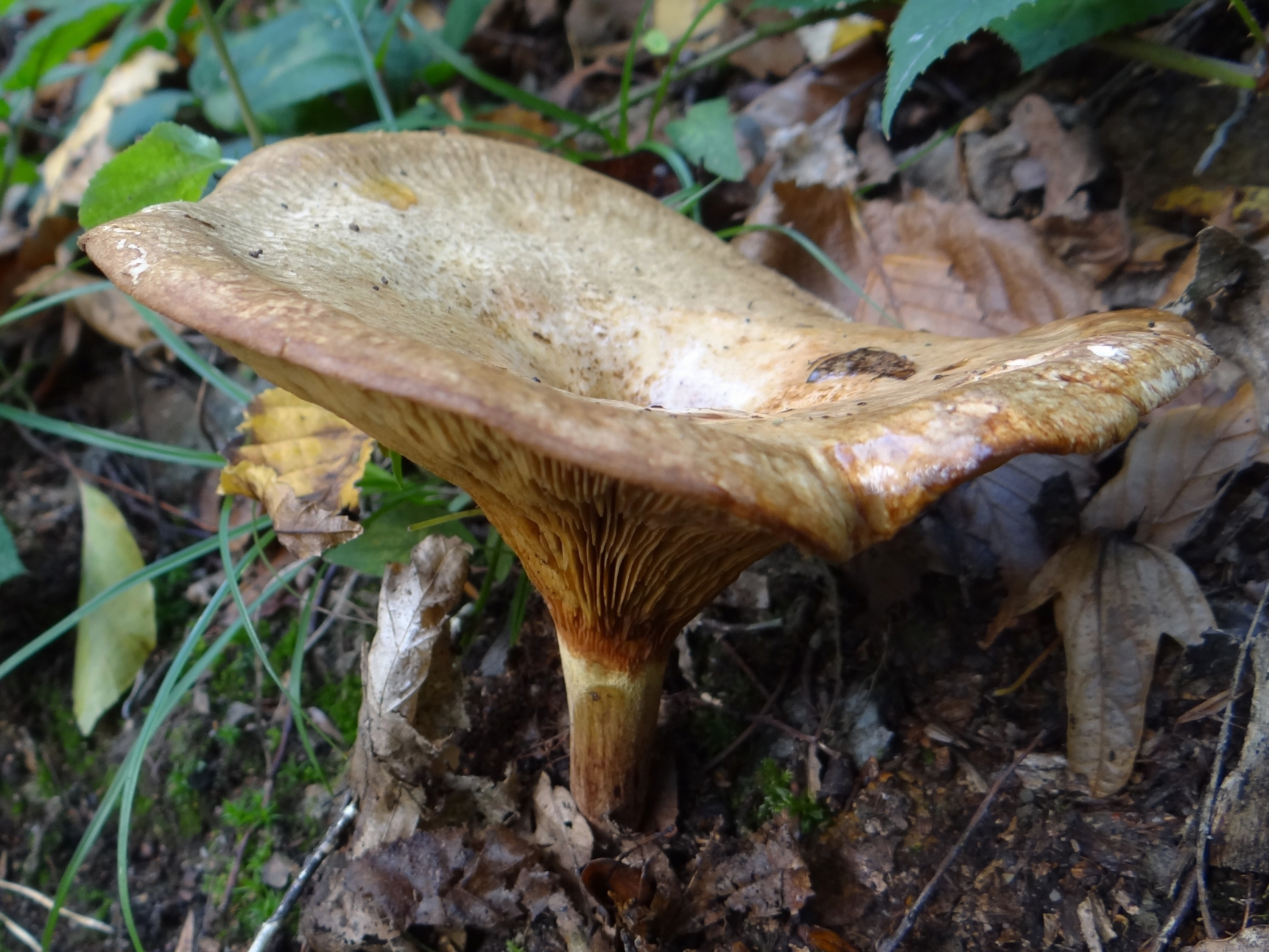
Paxilus rubicundulus
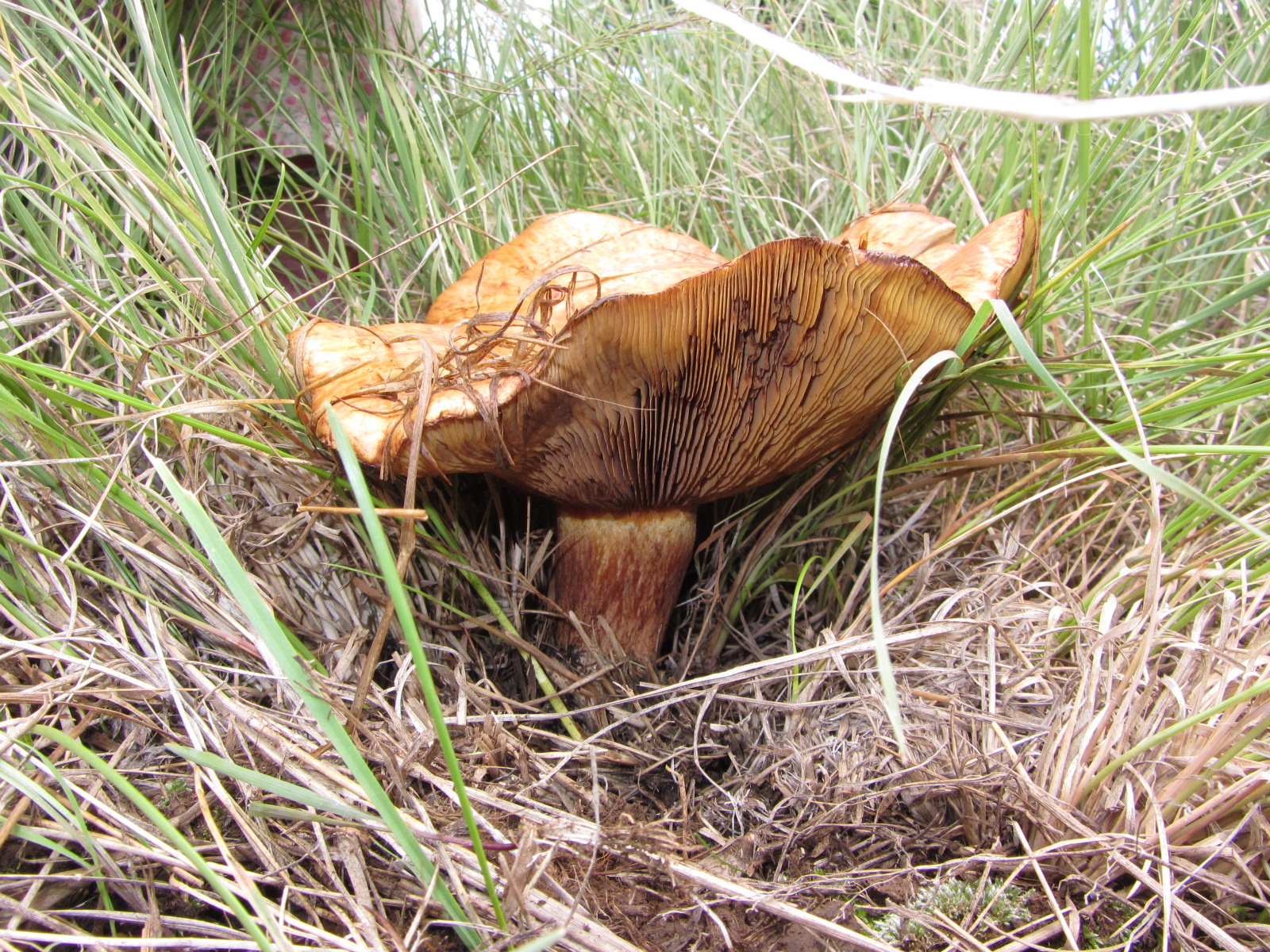
Paxillus vernalis
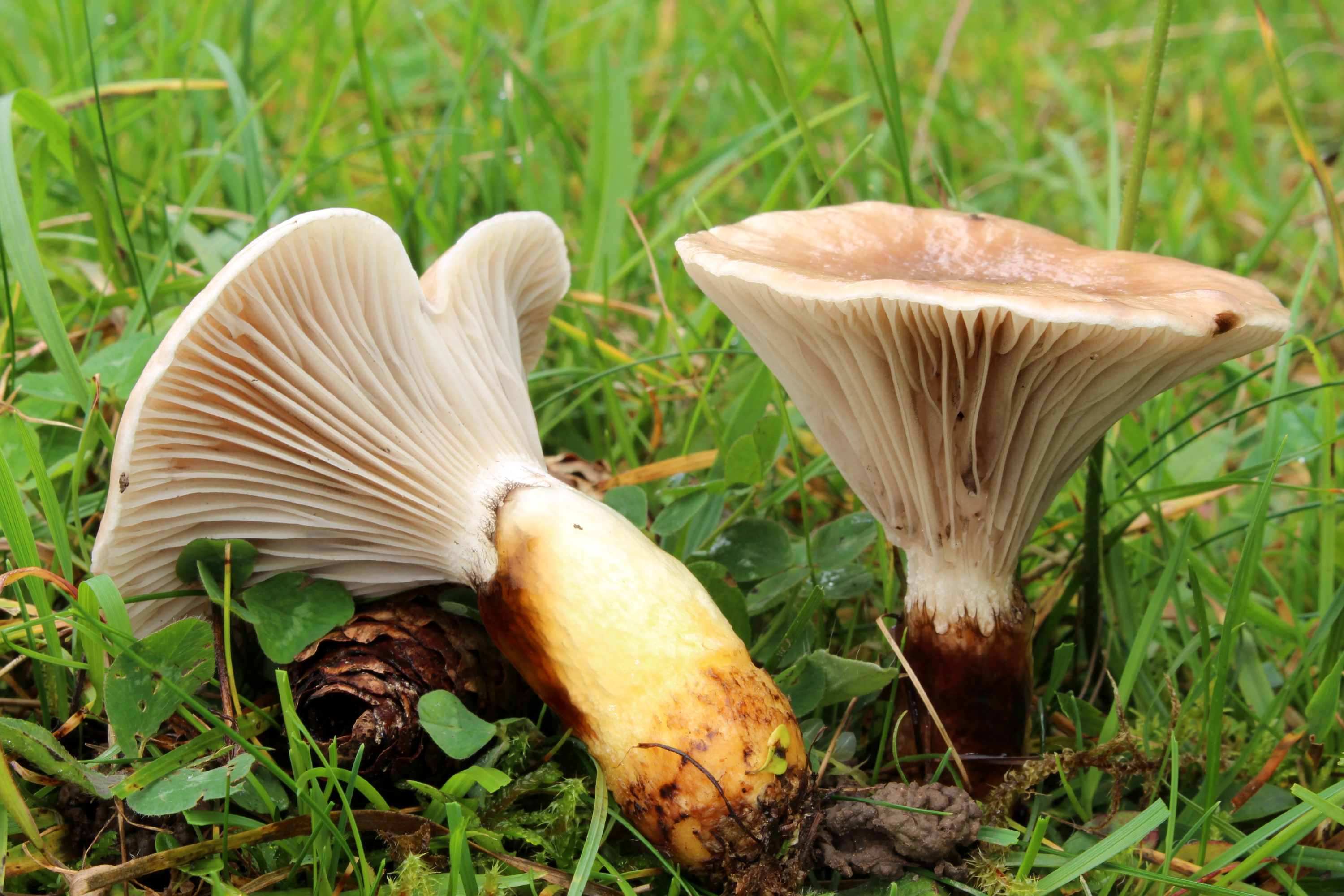
Gomphidius glutinosus

## Valorificare

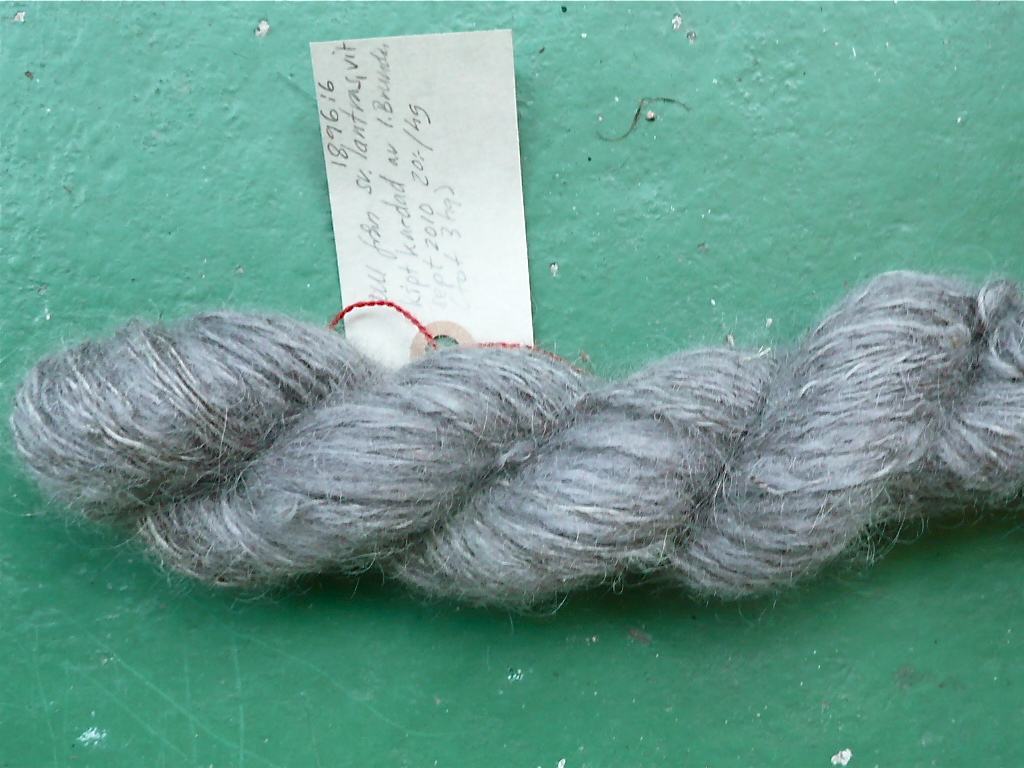
Lână vopsită

În multe cărți de ciuperci se poate citi, că porceasca ar fi necomestibilă fiind numai de consumat ca „ciupercă de război”, ce însă nu contează pentru exemplare tinere. Dacă să fie preparați, mai întâi, bureții tăiați felii trebuie să fie fierți timp de 10-15 minute și apa de gătit albăstrui-violetă trebuie să fie vărsată apoi  amestecați cu o vinegretă din apă, zahăr, oțet, ulei, ceapă, sare, usturoi și boia de ardei.
Luce Höllthaler recomandă în cartea ei Pilzdelikatessen între altele o ciulama: ciupercile (fierte ca sus) se prăjesc mai întâi cu cartofi, cepe, sare, piper, maghiran precum un pic oțet și zahăr, apoi se prepară o ciulama.
Decoctul albăstrui din carnea buretelui poate fi utilizat pentru vopsirea de produse textile.